# Antonio Stradivari

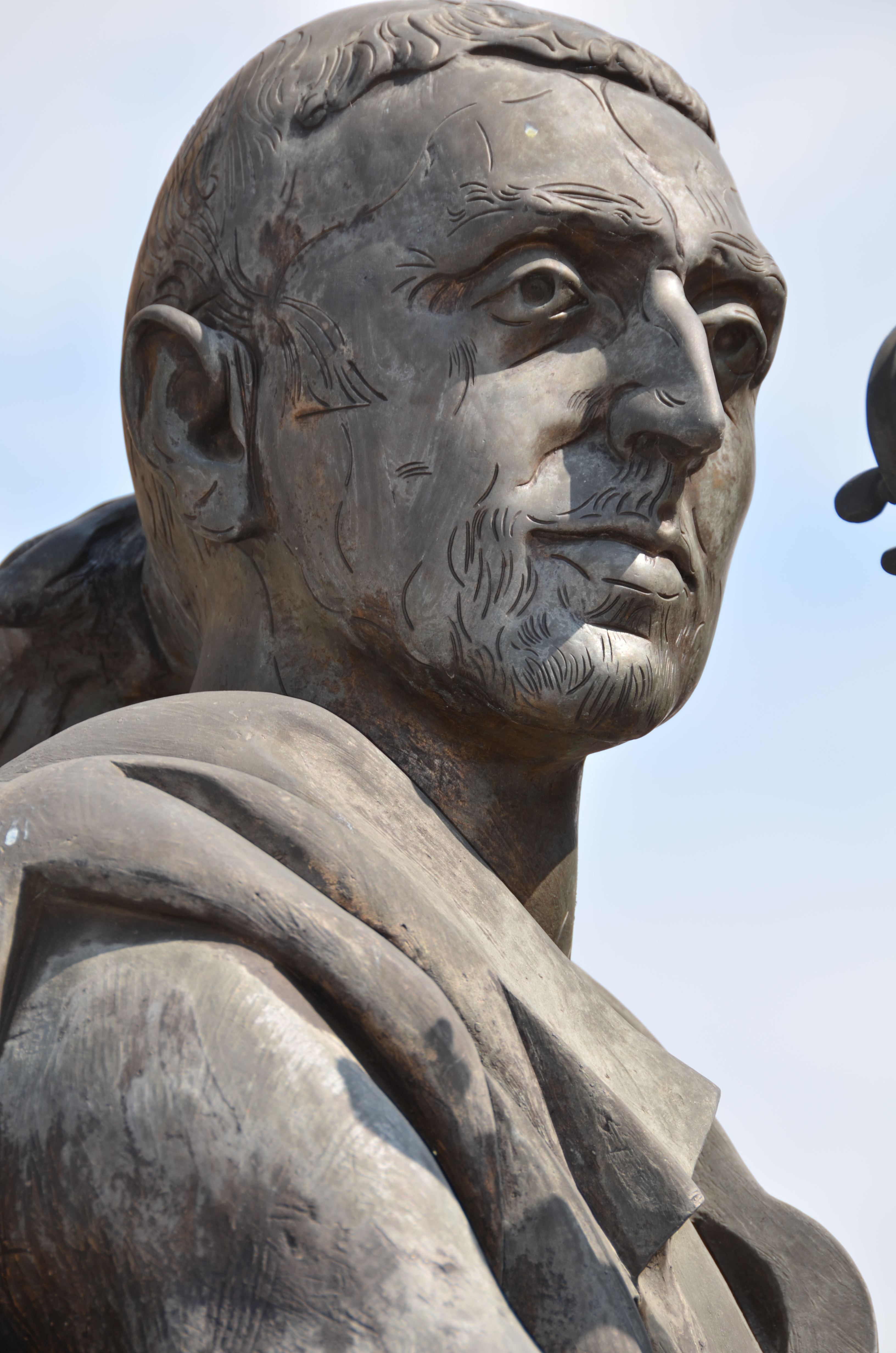
Antonio Stradivari en una estàtua a Cremona

Antonio Giacomo Stradivari (Cremona, Itàlia, 1644 - Cremona, 18 de desembre de 1737) va ser el més prominent lutier italià.

## Biografia
Antonio Stradivari va néixer el 1644 a la ciutat de Cremona, Itàlia. Fill d'Alessandro Stradivari i Anna Moroni. Entre els anys 1667 i 1679 va ser probablement aprenent al taller de Niccolò Amati.
El 1680 es va instal·lar pel seu compte en la  Piazza San Domenico  de Cremona, en el mateix edifici que el seu mestre, i aviat va adquirir fama com a creador d'instruments musicals. Va començar a mostrar originalitat i a fer alteracions en els models de violí d'Amati. L'arc va ser millorat, els gruixos de la fusta calculats més exactament, el vernís més acolorit i la construcció del pal millorada.

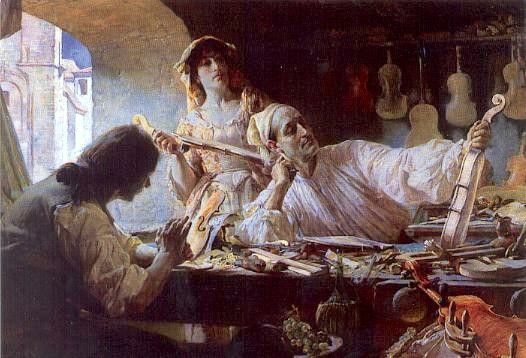
Antonio Stradivari, obra pictòrica de Edgar Bundy, 1893: imatge idealitzada pel Romanticisme d'un heroi-artesà.

Els seus instruments es reconeixen per la inscripció en llatí:  Antonius Stradivarius anno [any]  («Antonius Stradivarius, Cremona, fet a l'any ...»). Es considera en general que els seus millors violins van ser construïts entre 1683 i 1715, superant en qualitat als construïts entre 1725 i 1730. Després de 1730, molts violins van ser signats  Sotto la Desciplina d'Antonio Stradivari F. in Cremona [any] , i van ser probablement fets pels seus fills, Omobono i Francesco.
A més de violins, Stradivarius va construir arpes, guitarres, violes i violoncels; més de 1.100 instruments en total, segons estimacions recents, dels quals se'n conserven actualment prop de 650.
Antonius Stradivarius va morir a Cremona el 18 de desembre de 1737, i va ser sepultat en aquesta mateixa ciutat.

## Obra

### Instruments valuosos

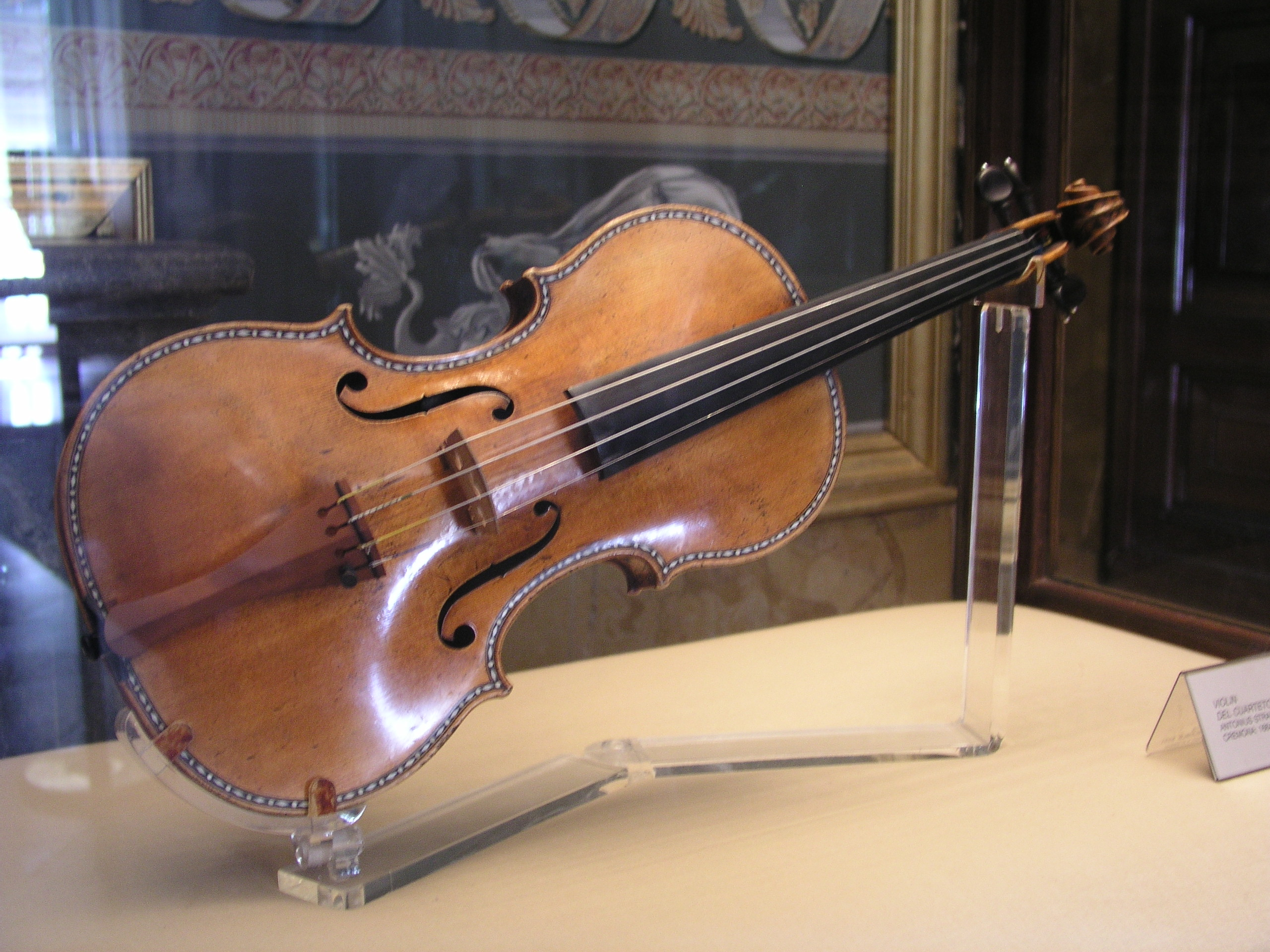
"Espanyol II" Stradivarius Palau Reial, Madrid.

Els seus instruments són reconeguts entre els més bells creats, són d'alt preu, i encara són utilitzats per intèrprets professionals. Únicament un altre luthier, Giuseppe Guarneri, inspira el mateix respecte entre els violinistes.
El 6 de maig de 2006 Christie's va subhastar un violí Stradivarius anomenat "Hammer" pel preu rècord de $ 3.544.000, la major suma pagada per un instrument musical. Va ser adquirit per telèfon per un comprador anònim.
El rècord previ en una subhasta per un Stradivarius estava situada a $ 2.032.000, pel "Lady Tennant", a Christie's, Nova York, l'abril de 2005.
Un altre famós Stradivarius és el "Davidoff", un violoncel, actualment propietat de Yo-Yo Ma, i el "Duport", violoncel propietat de
Mstislav Rostropóvitx. El violí "Soil", de 1714, propietat del virtuós Itzhak Perlman, és considerat entre els millors dels Stradivarius. El "Comtessa Poulignac", utilitzat per Gil Shaham.
Existeixen multitud de còpies dels instruments Stradivarius. Les realitzades després de 1891 porten en general la inscripció del país d'origen. Molts eventuals compradors sense els coneixements suficients poden ser temptats a adquirir falsos Stradivarius, motiu pel qual és essencial comptar amb una autentificació reconeguda.

### Col·leccions
Hi ha només dues col·leccions de Stradivarius d'accés públic: la del Patrimoni Nacional d'Espanya (anomenada Stradivarius Palatinos), que inclou tres violins, dos violoncels i una viola, exhibits a les sales de Música de la Reial Biblioteca del Palau Reial de Madrid, i la col·lecció de la Biblioteca del Congrés dels Estats Units, a Washington DC, que conté tres violins, una viola i un violoncel. L'Orquestra simfònica de Nova Jersey té la major quantitat de Stradivarius (a un sol lloc) en la seva secció de cordes, adquirits a la col·lecció Herbert Axelrod el 2006.
El Museu Nacional de Música de Vermillion, Dakota del Sud, té en la seva col·lecció una de les dues guitarres conegudes de Stradivari, una de les onze violes de gamba (més tard modificada en forma de violoncel), una mandolina i un violí.

### Sonoritat singular
Una hipòtesi sobre la qualitat dels instruments creats per Stradivarius suggereix que el clima pot haver estat un factor important en l'extraordinari so que tenen. Durant les èpoques de fred extrem, els anells de creixement dels arbres són més estrets, estan més junts i la fusta té major densitat. El  "mínim de Maunder"  va ser un període de fred entre 1645 i 1715 que va afectar Europa, mentre es talava la fusta que Stradivarius hauria d'utilitzar. Així, sense deixar de banda l'extraordinària qualitat del treball de Stradivarius, es pensa que la singularitat del timbre d'aquests instruments pot tenir el seu origen també en l'ús de fusta pertanyent a un període climàtic especial.